# Stadio Julio Humberto Grondona
Lo stadio Julio Humberto Grondona è un impianto sportivo di Sarandí, località del partido di Avellaneda, nella provincia di Buenos Aires. Ospita le partite casalinghe del Arsenal Fútbol Club ed ha una capienza di 18 300 spettatori.